# Bernardino Echeverría Ruiz
Bernardino Echeverría Ruiz, (ur. 12 listopada 1912 w Cotacachi diecezja Ibarra, zm. 6 kwietnia 2000 w Quito) – ekwadorski duchowny katolicki, kardynał, arcybiskup Guayaquil.

## Życiorys
We wrześniu 1928 roku wstąpił do zakonu franciszkanów. Studiował w Rzymie i tam uzyskał doktorat z filozofii. 4 lipca 1937 roku otrzymał święcenia kapłańskie. Pius XII 23 października 1949 roku mianował go biskupem Ambato, sakrę biskupią otrzymał 4 grudnia 1949 roku w kościele św. Franciszka w Quito z rąk nuncjusza apostolskiego Ekwadoru abp. Efrem Forni. Paweł VI 10 kwietnia 1969 roku przeniósł go na stolicę metropolitalną w Guayaquil. Od 8 grudnia 1982 roku do 14 maja 1984 roku pełnił obowiązki administratora apostolskiego prefektury apostolskiej na Wyspach Galapagos. Zrezygnował z zarządzania archidiecezją Guayaquil 7 grudnia 1989 roku. W 1990 roku pełnił obowiązki administratora apostolskiego sede vacante diecezji Ibarra, aż do 25 lipca 1995 roku. Jan Paweł II na konsystorzu 26 listopada 1994 roku wyniósł go do godności kardynalskiej i nadał mu kościół tytularny SS. Nereo e Achilleo. Zmarł w Quito.